# Austria's Next Topmodel (mùa 9)
Mùa thứ chín của Austria's Next Topmodel được dựa trên America's Next Top Model của Tyra Banks. Sau mùa trước được chiếu trên ATV, chương trình đã quay lại phát sóng ở Puls4 vào ngày 10 tháng 9 năm 2019 và chỉ có thí sinh nữ tham gia trong mùa này.
Toàn bộ dàn giám giám khảo đã thay đổi, siêu mẫu quốc tế người Đức Franziska Knuppe đã trở thành host mới và đã tham gia cùng với nhà tạo mẫu thời trang Sascha Lilic. Các thí sinh đã sinh sống và thi đấu tại Monte Carlo là nơi được đặt cho cuộc thi.
Người chiến thắng là Taibeh Ahmadi, 23 tuổi từ Viên. Cô giành được:
- 1 hợp đồng người mẫu với Wiener Models
- Lên ảnh bìa tạp chí Style Up Your Life!
- Trở thành đại sứ cho mỹ phẩm Leo Hillinger
- 1 chuyến đi cho 2 người tới Quần đảo Canaria được tài trợ bởi AIDA Cruises
- Được sở hữu chiếc xe Opel Corsa mới trong 1 năm

## Các thí sinh
(Tuổi tính từ ngày dự thi)
| Thí sinh             | Tuổi | Chiều cao              | Quê quán             | Bị loại ở | Hạng               |
| -------------------- | ---- | ---------------------- | -------------------- | --------- | ------------------ |
| Tamara Strasser      | 24   | 1,71 m (5 ft 7+1⁄2 in) | Tyrol                | Tập 2     | 11 (dừng cuộc thi) |
| Sophie Danzinger     | 18   | 1,71 m (5 ft 7+1⁄2 in) | Viên                 | Tập 2     | 10                 |
| Julie Chavanne       | 23   | 1,74 m (5 ft 8+1⁄2 in) | Viên                 | Tập 4     | 9                  |
| Verena Katrien       | 28   | 1,70 m (5 ft 7 in)     | Niederösterreich     | Tập 4     | 8 (dừng cuộc thi)  |
| Josi Jochmann        | 25   | 1,80 m (5 ft 11 in)    | Rheinland-Pfalz, Đức | Tập 5     | 7                  |
| Lisa Schranz         | 16   | 1,72 m (5 ft 7+1⁄2 in) | Salzburg             | Tập 7     | 6                  |
| Valentina Kandlhofer | 17   | 1,77 m (5 ft 9+1⁄2 in) | Steiermark           | Tập 8     | 5                  |
| Baraa Bolat          | 24   | 1,73 m (5 ft 8 in)     | Viên                 | Tập 9     | 4                  |
| Julia Neumeister     | 24   | 1,70 m (5 ft 7 in)     | Styria               | Tập 9     | 3-2                |
| Rosa Oesterreicher   | 17   | 1,70 m (5 ft 7 in)     | Viên                 | Tập 9     | 3-2                |
| Taibeh Ahmadi        | 23   | 1,73 m (5 ft 8 in)     | Viên                 | Tập 9     | 1                  |

## Thứ tự gọi tên
| 1  | Verena    | Valentina | Verena    | Valentina | Taibeh    | Rosa      | Julia     | Rosa      | Taibeh     |  |  |  |
| 2  | Sophie    | Julia     | Valentina | Lisa      | Julia     | Lisa      | Taibeh    | Baraa     | Julia Rosa |  |  |  |
| 3  | Tamara    | Rosa      | Rosa      | Rosa      | Rosa      | Taibeh    | Rosa      | Julia     | Julia Rosa |  |  |  |
| 4  | Lisa      | Taibeh    | Taibeh    | Julia     | Valentina | Valentina | Baraa     | Taibeh    | Baraa      |  |  |  |
| 5  | Valentina | Josi      | Julia     | Verena    | Lisa      | Julia     | Valentina | Valentina |            |  |  |  |
| 6  | Rosa      | Verena    | Lisa      | Josi      | Josi      |           | Lisa      |           |            |  |  |  |
| 7  | Taibeh    | Julie     | Julie     | Taibeh    |           |           |           |           |            |  |  |  |
| 8  | Josi      | Lisa      | Josi      | Julie     |           |           |           |           |            |  |  |  |
| 9  | Julia     | Tamara    |           |           |           |           |           |           |            |  |  |  |
| 10 | Julie     | Sophie    |           |           |           |           |           |           |            |  |  |  |

     Thí sinh bị loại
     Thí sinh dừng cuộc thi
     Thí sinh bị loại trước phòng đánh giá
     Thí sinh ban đầu bị loại nhưng được cứu
     Thí sinh được miễn loại
     Thí sinh chiến thắng cuộc thi
- Trong tập 1, Julie ban đầu bị loại, nhưng cuối cùng được ban giám khảo cứu.
- Trong tập 2, Tamara dừng cuộc thi, nhưng Franziska đã gây sốc bằng cách vẫn loại đi Sophie.
- Trong tập 3, Verena không tham gia vào buổi đánh giá vì phải nhập viện nên cô được miễn loại trong tập đó. Josi và Julie rơi vào cuối bảng và việc loại trừ sẽ diễn ra vào tập sau.
- Trong tập 4, Franziska đưa tấm ảnh cuối cùng cho Julie và thông báo cho Josi rằng là cô cũng sẽ không bị loại. Verena dừng cuộc thi ngay sau khi Julie bị loại.
- Trong tập 6, Julia ban đầu bị loại, nhưng được cứu bởi giám khảo khách mời, Karina Sarkissova.
- Trong tập 7, Baraa được thêm vào cuộc thi. Lisa và Valentina rơi vào cuối bảng và việc loại trừ sẽ diễn ra vào tập sau.

### Buổi chụp hình
- Tập 1: Tạo dáng cùng xe Công thức 1 với Mika Häkkinen
- Tập 2: Ảnh thẻ diện mạo mới
- Tập 3: Áo tắm thể thao trên không
- Tập 4: Bộc lộ cảm xúc trong quán bar thập niên 1980
- Tập 5: Pin-up cổ điển
- Tập 6: Vũ công balê trên không
- Tập 7: Tạo dáng với vải với gương mặt bị sơn
- Tập 8: Áo tắm trên ván lướt
- Tập 9: Ảnh bìa tạp chí Style Up Your Life!